# Bonifacio IV
Bonifacio IV (Marsica, c. 550-Roma, 8 de mayo del 615) fue el papa 67.º de la Iglesia Católica desde 608 hasta su muerte. Es un santo benedictino.

## Biografía
Hijo de un médico de nombre Juan. Nació en el territorio de Marsi, o Marsica, en la antigua Valeria, que actualmente es administrativamente la provincia de L'Aquila. Fue nombrado diácono bajo el pontificado Gregorio I, recibiendo el cargo de dispensador, nombre que recibía el funcionario jefe encargado de la administración de patrimonios.
Tras casi nueve meses desde la muerte de Bonifacio III fue elegido papa, siendo consagrado en 608, el 25 de agosto (según Duchesne) o el 15 de septiembre (según Jaffé). Su muerte es establecida el 8 de mayo o el 25 de mayo del año 615 por las dos autoridades indicadas líneas arriba.
Durante su pontificado consiguió, del emperador Focas, el permiso para convertir el Panteón de Roma, construido por Agripa en honor a Júpiter, Venus y Marte, en un templo cristiano que fue consagrado el 13 de mayo del 609, a la Virgen María y a todos los santos. Este fue el primer templo pagano transformado para el culto cristiano, y según cuenta la tradición, veintiocho grupos de huesos de mártires fueron trasladados de las catacumbas y colocados bajo el altar mayor.
Otro hecho relevante ocurrido bajo su pontificado fue que el rey de los lombardos Agilulfo, a la sazón arriano, convenciera al misionero irlandés san Columbano de remitir al papa una carta en la que acusaba al pontífice de herético por admitir el Quinto Concilio Ecuménico celebrado en Constantinopla en el 553, y exhortándolo a la convocatoria de un concilio en el que demostrara su ortodoxia. No obstante, las relaciones entre Agilulfo y el Papa llevaron a la restitución por parte del rey de los bienes eclesiásticos expropiados y significó el inicio de la integración religiosa y política del reino. Estas buenas relaciones no son ajenas a los propios intereses políticos del papado, coincidentes con los de la monarquía lombarda. Mientras Agilulfo buscaba la legitimidad del dominio lombardo sobre Italia frente al Imperio Bizantino, el papa buscaba la primacía de la sede romana frente a los demás patriarcados cristianos bajo el control de Bizancio, y por tanto la independencia de acción política frente al Exarcado, basándose principalmente en el apoyo franco, pero también en el lombardo y visigodo.